# 369. pojačana pješačka pukovnija
369. pojačana pješačka pukovnija (njemački: Verstärktes (kroatisches) Infanterie-Regiment 369) (poznata i kao Kroatische Legion (Hrvatska Legija) ili 369.  legionarska pukovnija) bila je postrojba vojske NDH koja je od osnutka u ljeto 1941. pa do predaje Rusima početkom veljače 1943. godine djelovala u sklopu Wehrmachta (vojske Trećeg Reicha) na istočnom bojištu.

## Osnivanje i okupljanje 369. pukovnije do odlaska u Rusiju i prvih borbi 9. listopada 1941. godine
Dana 2. srpnja 1941. poglavnik Ante Pavelić izdao je poziv za dobrovoljce koji će se boriti protiv boljševizma. Između 3. i 7. srpnja 1941. javilo se, na iznenađenje ustaških vlasti, preko 5 000 dobrovoljaca.  Važno je napomenuti da NDH nikada nije objavila rat SSSR-u kao što je objavila Americi, pa su legionari tamo bili dio njemačkog vojnog stroja, kao strani dobrovoljci u vojsci Wehrmachta.  
Od odabranih 3 865 ljudi stvorena je 16. srpnja 1941.  "369. pojačana pješačka pukovnija" (odnosno na njemačkom 369. Verstärktes Infanterie-Regiment (kroat.)) sastavljena od tri bojne. Prva je formirana u  Sarajevu, a druga i treća u Varaždinu i Zagrebu. Za zapovjednika je postavljen pješački pukovnik Ivan Markulj a nakon nedostatne, kratke i prekinute obuke u Dollersheimu i Stockerau, odlazi vlakom u mjesto Dangeni u Besarabiji gdje se okuplja 23. kolovoza 1941. godine.    
Nakon iscrpljujućih cjelodnevnih pješačenja po blatnim neprohodnim putevima od 755 kilometara i 35 dana hoda dolazi pukovnija 1. listopada 1941. u selo Budinskaja i stupa u prve kontakte s neprijateljem. 9. listopada 1941. ulazi u selu Nadeždovka u sastav 100. lake lovačke divizije, 17. njemačke armije, Grupa armija Jug. Pukovnija je ušla u borbe bez većeg dijela propisanog i planiranog školovanja i opreme pa je sve do sredine 1942. bila dodjeljivana raznim njemačkim jedinicama po bojnama i grupama ovisno o potrebama Blitzkriega.  Po nekim izvorima legionari su izgledali toliko zapušteno, da su ih njemački časnici u jednom trenutku zamijenili za ruske zarobljenike.

## Prva borbena djelovanja od listopada 1941. do rujna 1942.
U početku 1941. i kasnije sve do bitke kod Harkova 369. pukovnija je imala velike probleme s moralom i disciplinom legionara.  Više od stotinu legionara je pobjeglo, a neke je strijeljao prijeki sud 100. divizije. Opskrba pukovnije zimskom odjećom i opremom je bila vrlo slaba. Po izvještaju pukovnika Ivana Markulja od 13. rujna 1941. godine u legiji vlada nered, rasulo i nedisciplina. Ivan Markulj izvještava Zagreb da legionari kradu, pljačkaju, otimaju, pucaju noću, napuštaju jedinicu i prevoze se privatno automobilima preko 100 kilometara, bacaju oružje ..... siluju. Kasnije zimi, legionari nose dijelove uniformi zarobljenih ruskih vojnika, zimske kape i šubare umjesto hrvatskih kapa. 30. rujna 1941. iz sela Novi Senečani zapovjednik Ivan Markulj vraća 43 časnika i dočasnika i čak 144 legionara u domovinu radi bolesti ili nedoličnog ponašanja. Tijekom travnja 1942. četiri legionara su osuđena na smrt i strijeljana, a neki su osuđeni na zatvorske kazne od 2 do preko 10 godina.
Izvještaj pukovnika Sabljaka iz Staljingrada 13. rujna 1942. svjedoči o suprotnostima koje opisuju 369.  pukovniju. Sabljak opisuje pukovniju kao borbeno uspješnu i vrlo hrabru, no napominje da Nijemci cijelu 100. lovačku diviziju smatraju razbojničkom divizijom koja svuda kud prolazi ostavlja tragove poput silovanja, pljačke, otimačine i ostalih teških prijestupa. Nakon bitke kod Harkova Nijemci mijenjaju negativno mišljenje o pukovniji. Dokumentirano je da je njemačka opskrba konja 100. lovačke divizije bila totalno nedostatna od početka pohoda u ljeto 1941. no da su legionari 369. pukovnije na divljenje Nijemaca uvijek nekako hranili svoje konje čak i u nemogućim uvjetima ruske zime. Dizenterija i žutica uzrokovane nehigijenom su desetkovale borbeno stanje i legionari ih nazivaju "ruska bolest".  U tom razdoblju poginuli su poručnici Tomljenović, Tomislav Anić i Ivan Malički.
Lošu sliku nediscipline, nevojničkog ponašanja, vojno neškolovanih, loše opremljenih i razularenih legionara uskoro mijenjaju prvi ozbiljni kontakti s neprijateljem. Njemačko zapovjedništvo s divljenjem u mnogo navrata pismeno hvali i odlikuje legionare za njihovu iznimnu hrabrost i vojničko držanje u izuzetno teškim i pogibeljnim borbama. Prvi legionar odlikovan njemačkim Željeznim križem za hrabrost kod Harkova u listopadu 1941. bio je natporučnik Eduard Bakarec, kasnije višestruko odlikovan i ranjen u jesen 1942. pred Staljingradom (Bakarec je evakuiran iz Staljingrada i poginuo je u Hrvatskoj 5. srpnja 1944. godine.). 
Zapovjednika Markulja zamjenjuje od 4. ožujka 1942. do 28. travnja 1942. potpukovnik Ivan Babić a novi zapovjednik 26. lipnja 1942. postaje pukovnik Viktor Pavičić. Zabilježeno je više uzornih operacija u teškim uvjetima kako u napadu tako i u obrani tijekom očajničkih ruskih protunapada, posebno tijekom najtežih borbi oko Poltave, rijeke Samare, Harkova, Kalača te kod prelaska Doneca i kod kolhoza "Proljet Kultura" te na kraju bitke za Staljingrad. Nakon teških borbi i velikih ljudskih gubitaka u Harkovskoj bitki, u svibnju 1942. Njemačko zapovjedništvo odlikuje pukovnika Ivana Markulja, Eduarda Bakarca i još šest časnika pukovnije njemačkim Željeznim križem prvog reda. Zbog iznimnih uspjeha plaćenih visokim gubitcima u ranjenim i mrtvima 369. pukovnija nakon preustroja oko Glaskova tokom rujna 1942. postaje jedina ne-njemačka jedinica koja ulazi kao dio 100. lovačke divizije generala Sannea u Staljingrad u jesen 1942. General Sanne i drugi njemački visoki zapovjednici pismeno ističu 369. pukovniju kao iznimno hrabru i uspješnu u napadu i obrani tijekom očajničkih borbi u proljeće 1942. Krajem rujna 1942. 369. pukovniju posjećuje poglavnik NDH Ante Pavelić i odlikuje veći broj legionara. Pavelić na istočnom bojištu posjećuje i odlikuje i hrvatske zrakoplovce koji lete lovačke i bombarderske zrakoplove u sklopu Luftwaffe.
Topnička potpora hrvatske legije pod komandom potpukovnika viteza NDH Marka Mesića po njemačkim i hrvatskim izvještajima i brojnim odlikovanjima bila je vrlo djelotvorna.  U mnogim teškim borbama tokom 1942. Mesićevi topnici su po pismenim pohvalama i svjedočenju Nijemaca i hrvatskih legionara spasili pojedine bojne od totalnog uništenja i teških gubitaka.

## Staljingradska bitka od 26. rujna 1942. do 2. veljače 1943.
Važno je napomenuti da su Paulus i njegova Šesta armija bili najbolje što je Njemačka i Hitler uopće imala u drugom svjetskom ratu. Paulus i njegovi vojnici su bili najdiscipliniranije, najbolje opremljene i najiskusnije njemačke jedinice u cijelom Wehrmachtu koje su postigle vojne uspjehe do tada neviđene i neusporedive u Europi i svijetu. Poziv 369. pukovniji da im se pridruži u napadu na Staljingrad bio je izraz velike počasti za dotadašnje uspjehe i požrtvovnost na ruskom frontu.  
Pukovnija u sastavu grupe Weber sudjeluje 27. rujna 1942. u napadu na tvornicu "Crveni Oktobar" (Krasnij Oktober) na obali rijeke Volge (kasnije proslavljenu u filmu Neprijatelj pred vratima). Od 23. listopada 1942. do 29. prosinca 1942. godine, pukovnija je u sastavu 79. divizije. Borbeni položaji 369. pukovnije u samom Staljingradu su bili većinom oko željezničke pruge blizu Volge i proslavljene tvornice "Crveni Oktobar". U početnim vrlo teškim i smrtonosnim borbama njemačkog Blitzkriega tokom osvajanja dijelova "Crvenog Oktobra" se krajem rujna 1942. istaknuo opkoparski narednik Dragutin Podobnik koji je na svoju ruku ne čekajući spriječene jurišne topove osvojio s desetak (18?) legionara cijelu tvorničku zgradu 'u obliku slova T' u Crvenom Oktobru bez gubitaka. Osvojenu zgradu Podobnik ostavlja njemačkoj posadi 54. pukovnije koja je cijela pobijena sljedećih dana od crvenoarmijaca koji se ubacuju kroz podzemne kanale i ponovno osvajaju zgradu. Nekoliko dana kasnije uz veće gubitke istu zgradu opet zauzimaju njemački vojnici. Podobnik je postao najodlikovaniji dočasnik pukovnije i izašao je iz Staljingrada prije pada 2. veljače 1943. Dragutin Podobnik je kao vojnik Poglavnikovog tjelesnog zdruga poginuo u proljeće 1945. i posmrtno je promaknut u čin poručnika NDH.
Tijekom prva dva tjedna vrlo teških borbi u samom gradu do 13. listopada 1942. godine poginuli su između ostalih i poručnik Aleksandar Franić i bojnik Paar te 120 legionara a 352 su teško ranjena i oko 50 je nestao. Teške borbe krajem rujna i tokom listopada su iscrpile i prepolovile većinu postrojbi pukovnije. Pukovnija izbija na Volgu uz strašne gubitke i među rijetkim njemačkim postrojbama izvršava planirane ciljeve i zbog hrabrosti i uspjeha je iznimno pohvaljena od njemačkog zapovjedništva. Čak su neke njemačke postrojbe podređene "grupi Pavičić" u pojedinim fazama borbi. Položaje i teren borbenog djelovanja pukovnije tokom većeg dijela borbi u gradu je lako uočiti na svim Luftwaffe snimkama iznad vrha takozvanog "teniskog reketa" željezničke pruge i dubokih erodiranih kanala (tzv. mulda) i razrušenih spremnika za naftu prema rubu "Crvenog Oktobra". Pukovnija je do 21. listopada 1942. svedena na samo 983 legionara. Osim manjih popuna iz domovine od nekoliko stotina legionara nema novih svježih legionara do samog kraja.
Nakon 23. studenog 1942. godine zajedno s Paulusovom 6. njemačkom armijom, 369. pukovnija je sasvim okružena u Staljingradskom kotlu. U tim najtežim danima za preostale legionare dolazi do problema nestanka i sakrivanja većeg broja legionara u "pozadini" po napuštenim bunkerima i na neopravdanoj poštedi oko kuhinje radi izbjegavanja smrtonosnih borbi dok njihovi suborci ginu na prvim crtama. Pukovnik Viktor Pavičić zbog nedostatka hrane izdaje detaljnu naredbu o klanju konja i proizvodnji salame i raspodjeli hrane samo onima koji su na prvoj crti i koji se ne skrivaju od dužnosti.
Strahote i težinu borbi za obje strane daje statistika iz ruskih izvora da je "rok trajanja" života ruskog borca od prelaska Volge u Staljingrad do pogibije bio oko 24 sata. U ratnom dnevniku pukovnije ističu se tih mjeseci imena kao: pukovnik Desović, bojnik Mladić i Pletikosa, satnici Majerberger, Madraš i Tahir Alagić, nadporučnik Sloboda, poručnici Božidar Katušić, Jelić, Telišman Milivoj, Mihajlo Zubčevski, Fijember, Krsnik, Rudolf Baričević, Mihajlo Korobkin, Drago Mautner, Ivan Pap, Tomas, Ivan Čorić, Zvonimir Bućan Djekić i mnogi drugi.  Spominju se po hrabrosti narednik Kučera, zastavnik Anton Štimac, doktor Modrijan, doktor Vladimir Vranješ, veterinar Hrestak Marijan, Dragutin Sudec, narednik Kolarić, Zoričić, ranjen i evakuiran je poručnik August Cerovečki i mnogi drugi. Satnik Madraš odbija let u domovinu i ostaje sa svojom jedinicom. Ginu poručnik Franić Aleksandar, bojnik Paar Slavko i mnogi legionari i dočasnici. Među optuženim za bijeg ili neposluh su desetnik Grbeša, Karlović Ivan, Resele Ivan, Stipetić Ivo i Tufo Ešref.
Iz ratnog dnevnika se stječe dojam da do kraja dvanaestog mjeseca borbenim dijelom pukovnije i održanjem prve crte bojišnice i morala legionara zapovijeda bojnik Tomislav Brajković koji je nakon sukoba s ostalim časnicima na vlastiti zahtjev premješten u njemačku jedinicu zajedno s bojnikom Tahirom Alagićem. Alagić je kasnije ranjen i evakuiran zrakoplovom a strijeljan je u Jugoslaviji tokom 1948. godine. Bojnik Brajković svim silama pokušava održati vojničku stegu i ravnomjereno opterećenje na sve legionare jer po svemu sudeći veći broj legionara pokušava spasiti glavu sakrivanjem i izbjegavanjem prve crte. Zapovjednik pukovnik Pavičić se po svemu sudeći sve više bavi administrativnim poslovima. Na primjer 3. prosinca 1942. godine nalazi vremena osnovati "Zakladu Legionara" za štednju novaca, ostavštine i slično. S pukovnijom je oko šest tjedana u Staljingradu i Pavelićev osobni izaslanik pukovnik Adolf Sabljak koji lakim zrakoplovom napušta pukovniju 23. studenog 1942. godine. Pukovnija ima sa sobom i vojnu muziku sastavljenu od varaždinskog vojnog orkestra od kojih je većina evakuirana zrakoplovima prije pada Staljingrada no dio ostaje u zarobljeništvu.
Dana 17. prosinca 1942. promatrači javljaju o potpunom zamrzavanju rijeke Volge što znači nesmetani prijelaz preko rijeke ruskim snagama i početak kraja. Tokom žestokih i iscrpljujućih obrambenih borbi oko "Crvenog Oktobra" na sam Božić i Badnjak 1942. pa sve do 29. prosinca 1942. pukovnija se s teškim gubicima povlači na željezničku prugu i na kraju kod zrakoplovne škole. Na Božić gine "jedan od najhrabrijih vojnika", vodnik Ante Martinović i istog dana vodnik Filičić Franjo. Odnosi legionara i njihovih njemačkih suboraca vojnika i zapovjednika su po svemu sudeći na visini do zadnjeg dana uz mnogobrojne primjere požrtvovnosti da bi spasili jedni druge.
Nakon teških borbi 1. siječnja 1943. godine ostaci pukovnije su svedeni na borbeni položaj od samo 200 metara i topnički položaj kod zrakoplovne škole. Isti dan na Novu godinu 1943. Ante Pavelić pukovnika Viktor Pavičića odlikuje vojničkim Redom željeznog trolista II stupnja dok ostaci pukovnije prelaze pod zapovjedništvo 54. pukovnije 100. lovačke divizije generala Sannea. Jaki ruski napad 10. siječnja 1943. razbija preostalih 70-ak legionara na borbenoj crti dijelom navodno i zbog nedostatka municije. Poručnici Vadlja i Korobkin su teško ranjeni 11. siječnja 1943. ali Vadlja ne dobiva mjesto na zrakoplovu s Korobkinom. Poručnik Fijember se vraća s dopusta u domovini i po Baričevićevom izvještaju se ističe po hrabrosti u očajničkim borbama tih zadnjih dana. Mnogi legionari kao i suborci Nijemci biraju junačku smrt boreći se do zadnjeg daha samo da ne bi pali živi u ruke Rusima.
Poslije smjene zapovjednika Pavičića 13. ili 14. siječnja 1943. (po vlastitom zahtjevu generalu Sanneu) i pismenoj naredbi generala Sannea zadnje zapovjedništvo 369. pukovnije preuzima topnički potpukovnik Marko Mesić. Pukovnik Viktor Pavičić nestaje u nikad razjašnjenim okolnostima vjerojatno 20. siječnja 1943. godine. Izloženi zimskim temperaturama nižim od minus 30 stupnjeva Celzija preživjeli, većinom ranjeni, promrzli i bolesni pripadnici 369. pukovnije predali su se kod zrakoplovne škole nakon 2. veljače 1943. godine. Samo tokom zadnjih sedamnaest dana borbi poginulo je više od 170 legionara što je gubitak od oko 25% ljudstva.  Preživjeli pokretni legionari povukli su se pod zapovjedništvom potpukovnika Mesića u ruševine zrakoplovne škole do predaje. Po sačuvanoj izjavi potpukovnika Mesića UDB-i datiranim 1948. predalo se ukupno oko 700 opkoljenih legionara i časnika 369. pukovnije.
Sasvim je vjerojatno da su za njih sudbonosne noći 22. na 23. siječnja 1943. grupa ranjenih i bolesnih hrvatskih legionara bili posljednji njemački vojnici 6. armije koji su zrakoplovom napustili opkoljeni Staljingrad. Činjenica je da su hrvatski topnički i zapovjedni položaji 369. pukovnije bili na trećem rezervnom jedva upotrebljivom i slabo osvijetljenom i slabo očišćenom Staljingradskom uzletištu. Samo hrabrost i požrtvovnost na granici ludosti pilota Luftwaffea koji su bili spremni riskirati noćna slijetanja par stotina metara iznad i daleko od ruskih snaga u napadu ih je spasila. Velik broj posada Luftwaffea je svoju hrabrost zadnjih dana platila životom. U posljednjoj grupi ranjenih legionara koja je u vrlo dramatičnim okolnostima zrakoplovom u noći s 22. na 23. siječnja 1943. napustila opkoljeni Staljingrad, bili su i dva pisca sačuvanog dnevnika pukovnije, teško bolesni pričuvni pješački poručnik Rudolf Baričević i narednik Ervin Jurić koji je na zrakoplov ponio ratni dnevnik pukovnije i još mnogo sačuvanih dokumenata. Po pisanju Michaela Deimla, člana posade jednog od posljednjih Luftwaffe HE111 (bombarder u funkciji transportnog aviona) letova u Staljingrad, na glavno uzletište Pitomnik se više nije moglo slijetati od 15. siječnja 1943. godine, a pomoćno uzletište Gumrak ima zadnje polijetanje u noći 21. siječnja 1943. godine.
Činjenica da je nakon pada Pitomnika i Gumraka zadnje uzletište Staljingradskaja kod zrakoplovne škole bilo u blizini ili čak pod kontrolom 369. pukovnije je vjerojatno doprinijela tome da je veći broj (dvadesetak?) teško ranjenih hrvatskih legionara i njihov ratni dnevnik odletio u možda posljednjem njemačkom polijetanju iz Staljingrada. Po svemu sudeći, nakon noći 22. na 23. siječnja 1943. više nije bilo njemačkih slijetanja i polijetanja u opkoljeni Staljingrad. Mehaničar Deiml opisuje svoje zadnje dramatično slijetanje i polijetanje na Staljingradskaju u noći 22. na 23. siječnja 1943. s 8 teških ranjenika na -30°C u nemogućim uvjetima kratke piste pod vatrom, 50 cm dubokog snijega, ruskih napada u blizini i samoubilačke navale očajnih njemačkih vojnika i teških ranjenika na njihov zrakoplov s upaljenim motorima.

## Zarobljeništvo i osnivanje jedinice Jugoslavenske Armije
U prvim mjesecima u ruskom zarobljeništvu umrlo je i nestalo još nekoliko stotina legionara. Od ukupno oko 106.000 zarobljenih njemačkih vojnika Paulusove 6. armije, poslije rata u Njemačku se vratilo samo nešto više od 5.000 preživjelih vojnika i časnika. Većina preživjelih njemačkih staljingradskih zarobljenika odbija razgovore o zarobljeništvu i izbjegava svjedočiti o užasima koje su proživjeli u ruskim zarobljeničkim logorima. Sama činjenica da je preživjelo tek nešto oko 5% zarobljenih staljingradskih veterana nakon drugog svjetskog rata govori dovoljno o strahotama kroz koje su zarobljenici prošli.
Zapovjednik Mesić i oko sedam stotina hrvatskih zarobljenika se zajedno s njemačkim, rumunjskim i talijanskim zarobljenicima okupljaju u Beketovki na Volgi i kasnije marširaju u teškim zimskim uvjetima u okolicu Moskve pa u Krasnogorsk gdje Rusi okupljaju sve zarobljene Hrvate. Mnogi umiru od posljedica zime, nedostatka ogrjeva i hrane, rana, skorbuta, tifusa i dizenterije. Po Mesićevoj izjavi od oko 700 zarobljenih kod Staljingrada tu je samo oko 400 preživjelih legionara što bi značilo 40% gubitaka u tom relativno kratkom razdoblju očito "normalnom" za staljingradske veterane svih narodnosti sada u ruskim logorima.
Većina zarobljenih časnika i legionara 369. pukovnije u ruskom se zarobljeništvu pridružila novoosnovanoj jedinici nazvanoj 1. Samostalna Jugoslavenska Brigada pod zapovjedništvom potpukovnika Marka Mesića i ostalih zarobljenih hrvatskih časnika. Preživjelih pripadnika 369. pukovnije u toj novoj jedinici je bilo 429 što je oko 60% legionara koji su se predali u siječnju 1943. u Staljingradu. Ispada da je od zime, bolesti, ranjavanja, strijeljanja i slično u 12 mjeseci ruskog zarobljeništva poginulo ili na druge načine umrlo oko 40% legionara zarobljenih u siječnju i veljači 1943. Neki legionari su odbili sudjelovati u brigadi i ostaju u ruskim logorima. Vjerojatno je dobar dio legionara dobrovoljaca imao na umu kasnije potvrđenu činjenicu (oko 5% zarobljenih Nijemaca se vratilo iz zarobljeništva) da su šanse za preživljavanje u ruskom zarobljeništvu vjerojatno daleko manje od borbe u novoj uniformi protiv svojih dotadašnjih saveznika.
Veliki broj od 429 preživjelih legionara je kasnije poginuo u partizanskoj uniformi tijekom 1944. i 1945. godine u vrlo teškim borbama s Nijemcima kod Čačka 1944. i kasnije 1945. na Srijemskom frontu i kod Slavonskog Broda. Ostali pripadnici brigade i partizanska viša komanda i svi časnici s negodovanjem i otvorenom mržnjom gledaju na zapovjednu "kliku" bivših "ustaških fašističkih" veterana Staljingrada kao što su potpukovnik Egon Žitnik, bivši zapovjednik lakog prijevoznog zdruga, bojnik Marijan Tuličić (Mesićev topnički časnik u Staljingradu), staljingradski veterani poručnici Ivan Vadlja, poručnik Vlahov, poručnik Tahtašimov, Draženović, bojnik Marijan Prišlin (Mesićev zamjenik u Staljingradu) i ostali. Legionarima nenaklonjeni partizanski časnici koji ih sumnjičavo gledaju kao "bivše fašiste" pišu da je brigada (čiju većinu čine legionari) kod Čačka po težini borbi u kratkom roku imala gubitke jedinice veličine/ranga brigade bez usporedbe u dotadašnjoj povijesti NOVJ. Neki od bivših legionara su sada opet u Hrvatskoj prebjegli natrag iz partizana u vojsku NDH no njih su vlasti NDH sumnjičile za boljševičko uvjerenje i propagandu.
Marka Mesića i sve bivše legionarske časnike partizani smjenjuju 18. studenog 1944. u Beogradu. Sigurnosne službe JA sumnjiče već početkom 1945. više od dvije stotine bivših legionara da su zavrbovani i da rade za ruski NKVD. Kasnije, nakon 1948., na listu osumnjičenih za suradnju s NKVD-om su dodani vjerojatno svi preživjeli. Potporučnik Nikola Šabski, do tada obavještajni časnik brigade, optužen je i strijeljan kao Gestapov suradnik. Tito osobno prima pukovnika JA Mesića i vrlo ljutito i neugodno ga napada (navodno nikada do tada viđen tako ljut) zbog fašističke prošlosti no ne daje ga kazniti ili strijeljati. Pukovnik (kasnije general) Markulj strijeljan je u Beogradu 1945. Sada bez Mesića i legionarskih časnika brigada tokom 1945. doživljava teške gubitke na Srijemskom frontu i kasnije je gotovo razbijena oko Slavonskog Broda. Cijela topnička jedinica brigade koja je preživjela i Staljingrad i Čačak, ovaj put bez Mesića, potpuno je uništena od Nijemaca. Ovaj puta nema optužbi JA da su partizanski zapovjednici skrivili te teške poraze i ogromne gubitke. Kraj drugog svjetskog rata brigada dočekuje u Bjelovaru.
Mali broj preživjelih legionara 369. pukovnije i njihovog posljednjeg zapovjednika Marka Mesića čekalo je poslije kraja Drugog svjetskog rata još jedno vrlo teško i za neke od njih pogubno iskustvo. Svi su bili pod sumnjom jugoslavenskih vlasti da su zavrbovani od ruskih obavještajnih službi kao NKVD špijuni i agitatori dok im je, po svemu sudeći, nacistička prošlost uglavnom oproštena.

## Sastav pukovnije
- 369. izviđačka bojna
- 369. grenadirska pukovnija
- 370. grenadirska pukovnija
- 369. topnička pukovnija
- 369. motorizirana inženjerijska bojna
- 369. protu-tenkovska bojna
- 369. bojna veze

## Vanjske poveznice
- Originalna skica položaja 369. pukovnije 24. i 25. 11. 1942.  Arhivirana inačica izvorne stranice od 24. rujna 2015. (Wayback Machine)
- Originalna skica mjesta stanovanja u Staljingradu 369. pukovnije.
- Fotografije i dosta stari nepotpuni/krivi tekst na engleskom o pukovniji. (en)
- Rijetko viđene fotografije iz Staljingrada[neaktivna poveznica] (de)